# Olympische Sommerspiele 2008/Teilnehmer (Montenegro)
| Gelbes Symbol für Goldmedaillen mit stilisierten Olympischen Ringen | Graues Symbol für Silbermedaillen mit stilisierten Olympischen Ringen | Braundes Symbol für Bronzemedaillen mit stilisierten Olympischen Ringen |
| ------------------------------------------------------------------- | --------------------------------------------------------------------- | ----------------------------------------------------------------------- |
| —                                                                   | —                                                                     | —                                                                       |

Montenegro hat 2008 in Peking zum ersten Mal an Olympischen Sommerspielen teilgenommen. Insgesamt nahm Montenegro in 7 verschiedenen Sportarten mit 31 Athleten teil.

## Boxen
| Athlet          | Wettkampf                 | Runde der 32 | Runde der 16   | Viertelfinale | Halbfinale | Finale   |
| Athlet          | Wettkampf                 | Gegner       | Gegner         | Gegner        | Gegner     | Gegner   |
| Athlet          | Wettkampf                 | Resultat     | Resultat       | Resultat      | Resultat   | Resultat |
| --------------- | ------------------------- | ------------ | -------------- | ------------- | ---------- | -------- |
| Milorad Gajović | Schwergewicht (bis 91 kg) |              | Elias Pavlidis |               |            |          |
| Milorad Gajović | Schwergewicht (bis 91 kg) | 3:7          |                |               |            |          |

## Judo
| Athlet           | Wettkampf                       | Vorkampf      | Runde der 32    | Runde der 16 | Viertelfinale    | Halbfinale | Repechage 1. Runde | Repechage Viertelfinale  | Repechage Halbfinale | Finale   |
| Athlet           | Wettkampf                       | Gegner        | Gegner          | Gegner       | Gegner           | Gegner     | Gegner             | Gegner                   | Gegner               | Gegner   |
| Athlet           | Wettkampf                       | Resultat      | Resultat        | Resultat     | Resultat         | Resultat   | Resultat           | Resultat                 | Resultat             | Resultat |
| ---------------- | ------------------------------- | ------------- | --------------- | ------------ | ---------------- | ---------- | ------------------ | ------------------------ | -------------------- | -------- |
| Srđan Mrvaljević | Halbmittel- gewicht (bis 81 kg) | Youssef Badra | Jose Mba Nchama | Guo Lei      | Guillaume Elmont |            |                    | Damdinsürengiin Njamchüü |                      |          |
| Srđan Mrvaljević | Halbmittel- gewicht (bis 81 kg) | 0020:0010     | 1011:0000       | 0111:0001    | 0000:0010        |            |                    | 0000:1002                |                      |          |

## Leichtathletik
| Athletin         | Wettkampf | Vorlauf Runde 1 | Vorlauf Runde 1 | Vorlauf Runde 2 | Vorlauf Runde 2 | Viertelfinale | Viertelfinale | Halbfinale | Halbfinale | Finale | Finale |
| Athletin         | Wettkampf | Zeit            | Rang            | Zeit            | Rang            | Zeit          | Rang          | Zeit       | Rang       | Zeit   | Rang   |
| ---------------- | --------- | --------------- | --------------- | --------------- | --------------- | ------------- | ------------- | ---------- | ---------- | ------ | ------ |
| Milena Milašević | 100 m     | 12.65           | 66.             |                 |                 |               |               |            |            |        |        |

| Athlet             | Wettkampf | Zeit    | Rang |
| ------------------ | --------- | ------- | ---- |
| Goran Stojiljković | Marathon  | 2:28:14 | 62.  |

## Schießen
| Athlet           | Wettkampf           | Qualifikation | Qualifikation | Finale | Finale | Rang |
| Athlet           | Wettkampf           | Punkte        | Rang          | Punkte | Rang   | Rang |
| ---------------- | ------------------- | ------------- | ------------- | ------ | ------ | ---- |
| Nikola Šaranović | Luftgewehr 10 Meter | 570           | 41.           |        |        | 41.  |
| Nikola Šaranović | Pistole 50 Meter    | 535           | 45.           |        |        | 45.  |

## Schwimmen
| Athletin   | Wettkampf   | Vorlauf | Vorlauf | Halbfinale | Halbfinale | Finale | Finale |
| Athletin   | Wettkampf   | Zeit    | Rang    | Zeit       | Rang       | Zeit   | Rang   |
| ---------- | ----------- | ------- | ------- | ---------- | ---------- | ------ | ------ |
| Marina Kuč | 200 m Brust | 2:31.24 | 31.     |            |            |        |        |

## Wasserball
Für Olympia haben sich die Männer qualifiziert.
| - Tor Zdravko Radić Miloš Šćepanović - Feldspieler Draško Brguljan Vladimir Gojković Aleksandar Ivović Mlađan Janović Nikola Janović Predrag Jokić Vjekoslav Pasković Milan Tičić Veljko Uskoković Nikola Vukčević Boris Zloković - Trainer Petar Porobić |

| Tabelle Vorrunde | Tabelle Vorrunde | Tabelle Vorrunde | Tabelle Vorrunde | Tabelle Vorrunde | Tabelle Vorrunde | Tabelle Vorrunde | Tabelle Vorrunde | Tabelle Vorrunde |
| Pl.              | Team             | Sp.              | S                | U                | N                | Tore             | Diff.            | PKT              |
| ---------------- | ---------------- | ---------------- | ---------------- | ---------------- | ---------------- | ---------------- | ---------------- | ---------------- |
| 1.               | Ungarn           | 5                | 4                | 1                | 0                | 60:36            | +24              | 9                |
|                  |                  |                  |                  |                  |                  |                  |                  |                  |
| 2.               | Spanien          | 5                | 4                | 0                | 1                | 52:34            | +18              | 8                |
| 3.               | Montenegro       | 5                | 2                | 2                | 1                | 43:33            | +10              | 6                |
|                  |                  |                  |                  |                  |                  |                  |                  |                  |
| 4.               | Australien       | 5                | 2                | 1                | 2                | 45:40            | +5               | 5                |
| 5.               | Griechenland     | 5                | 1                | 0                | 4                | 39:56            | −17              | 2                |
| 6.               | Kanada           | 5                | 0                | 0                | 5                | 21:61            | −40              | 0                |

| Vorrunde                  | Tore                       |
| ------------------------- | -------------------------- |
| Ungarn : Montenegro       | 10:10 (3:3, 3:1, 2:4, 2:2) |
| Kanada : Montenegro       | 0:12 (0:3, 0:4, 0:4, 0:1)  |
| Montenegro : Griechenland | 10:6 (3:1, 2:1, 5:2, 0:2)  |
| Spanien : Montenegro      | 12:6 (3:0, 4:1, 3:4, 2:1)  |
| Montenegro : Australien   | 5:5 (2:1, 1:2, 0:1, 2:1)   |
| Viertelfinale             | Tore                       |
| Montenegro : Kroatien     | 7:6 (3:1, 2:3, 1:0, 1:2)   |
| Halbfinale                | Tore                       |
| Ungarn : Montenegro       | 11:9 (3:4, 3:3, 3:0, 2:2)  |
| Spiel um Platz 3          | Tore                       |
| Montenegro : Serbien      | 4:6 (0:2, 1:2, 1:2, 2:0)   |